# Rujevac (Chorwacja)
Rujevac – wieś w Chorwacji, w żupanii sisacko-moslawińskiej, w gminie Dvor. W 2011 roku liczyła 254 mieszkańców.